# رسوایی سازان
رسوایی سازان (انگلیسی: Scandal Makers; کره‌ای: 과속스캔들) یک فیلم محصول سال ۲۰۰۸ کره جنوبی به نویسندگی و کارگردانی کانگ هیونگ چول و با بازی چا ته-هیون و پارک بو یونگ است. این فیلم در آرژانتین، چین و هند بازسازی شد و به ترتیب در سال‌های ۲۰۱۰، ۲۰۱۶ و ۲۰۲۰ منتشر شدند.

## بازیگران
- چا ته-هیون در نقش نام هیون سو[۲]
- پارک بو یونگ در نقش هوانگ جونگ نام/هوانگ جه این، دختر هیون سو